# NGC 7041
NGC 7041 је елиптична галаксија у сазвежђу Индијанац која се налази на NGC листи објеката дубоког неба.
Деклинација објекта је - 48° 21' 47" а ректасцензија 21h 16m 32,1s. Привидна величина (магнитуда) објекта NGC 7041 износи 11,1 а фотографска магнитуда 12,1. Налази се на удаљености од 24,950 милиона парсека од Сунца. NGC 7041 је још познат и под ознакама ESO 235-82, AM 2113-483, PGC 66463.